# 蒲生定秀

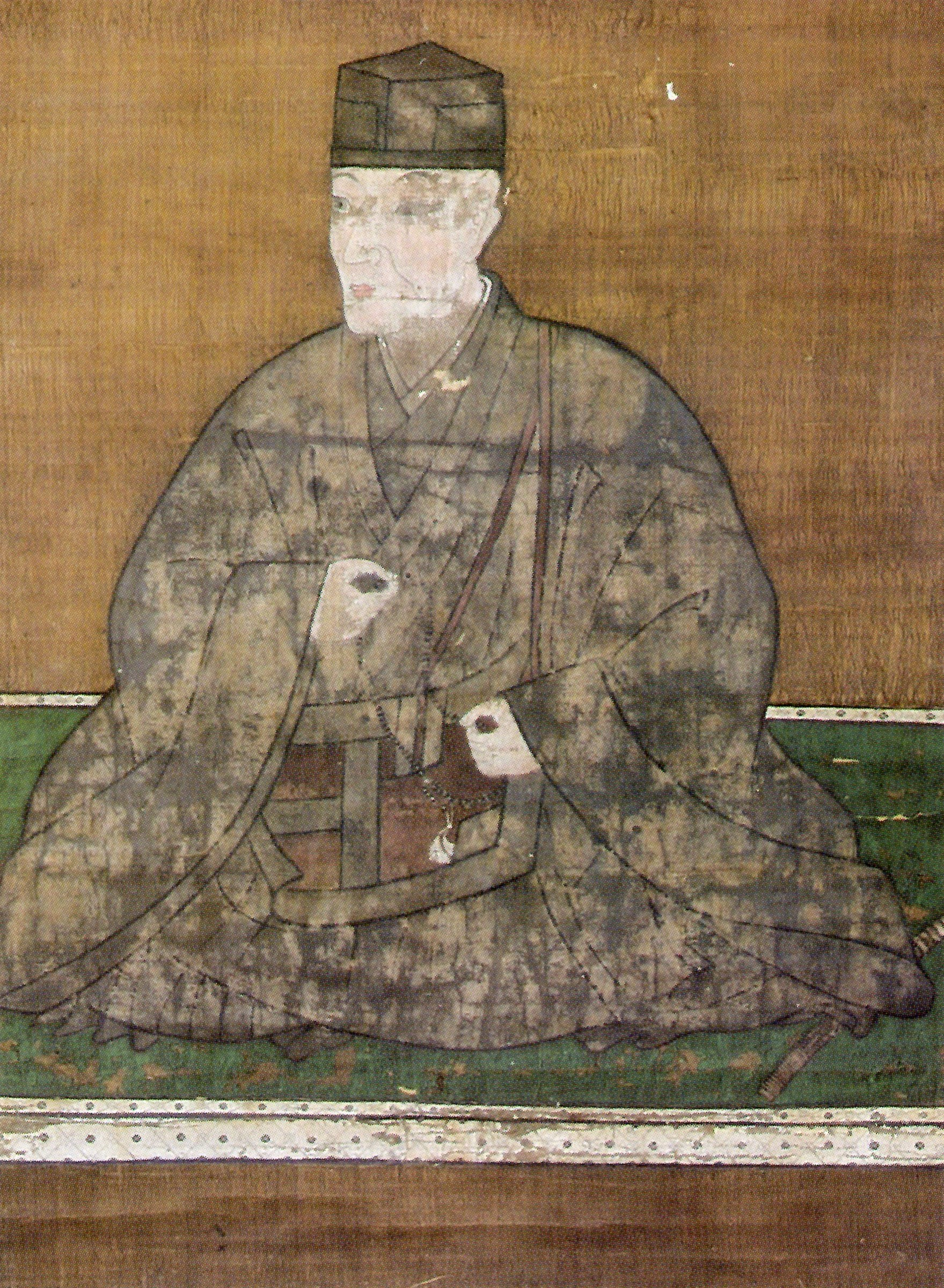
蒲生定秀

蒲生定秀（永正五年1508年—天正七年1579年4月22日）日本战国时代武将，近江国日野城城主。通称藤十郎，官职下野守、左兵卫大夫。父亲是蒲生高乡，妻子是马渊山城守的女儿。

## 生平
永正五年（1508年）蒲生定秀出生。之后和父亲蒲生高乡一同仕任南近江的六角氏，而蒲生高乡则把蒲生氏分为两家，本家家督由定秀的兄弟蒲生秀纪继承。高乡和定秀两父子得到六角定赖的信任，后来定秀和六角氏重臣马渊氏的女儿结婚，蒲生氏在六角氏得到稳固的地位。
大永二年（1522年）音羽城的蒲生秀纪遭遇攻击，大永三年（1523年）3月到8月的笼城战秀纪被降服，后来在六角定赖的仲裁下秀纪和定秀的蒲生家家督争让事件也从和睦下结束。大永五年（1525年）秀纪在镰掛城被谋杀（其他说法是毒杀）。不久后，蒲生氏的居城就在天文年间从音羽城转去中野城。
定秀成为定赖的家臣期间，享禄三年（1530年）的京都出战和享禄四年（1531年）的浅井亮政之战的主要合战定秀大多参与。天文十八年（1549年）在摄津国和三好长庆合战。天文二十一年（1552年）定赖病逝，由长子六角义贤继承家督。在义贤统治时期，定秀在伊势攻略方面表现活跃。永禄元年（1558年）定秀出家。永禄二年（1559年）攻击浅井久政的佐和山城。
定秀不但在战场的活跃表现，在婚姻政策上也为自己的氏族建立稳固的地位。次男青地茂纲成为佐佐木一族的青地氏，三男小仓实隆则成为伊势攻略前任者小仓氏的养子。两为女儿分别嫁给关盛信和神戸具盛。而内政方面定秀也表现优秀。他为日野城下町推动德政令，并为日野町开发铁炮的重要性。
永禄六年（1563年）六角氏内部后藤高治在观音寺城发起骚动，六角义贤和长子六角义治被流放，直到定秀和蒲生贤秀父子的协助和拥立下再次回到观音寺城。永禄七年（1564年）成为小仓宗氏的养子小仓实隆和小仓西氏引起抗争，实隆在抗争中败死。最后定秀率军攻击小仓氏，小仓西氏被消灭后领地全部由蒲生氏归纳。永禄十年（1567年）定秀成为了六角氏的宿老。
永禄十一年（1568年）六角氏灭亡后，蒲生氏仕任织田氏。
天正七年（1579年）定秀逝世，享年72岁，法号快幹轩宗智。

## 親屬
- 兒子
  - 蒲生贤秀
  - 青地茂纲
  - 小仓实隆